# 黑森埃克
黑森埃克（發音：[ˈhɛsn̩ˌʔɛk]）是德国黑森州达姆施塔特行政区奥登林山县曾经的一个市镇，面积29.98平方千米，2016年12月31日人口为620人，曾是黑森州最小的市镇。2018年1月1日，黑森埃克与另外3个市镇合并为新市镇奥伯岑特。

## 地理
黑森埃克位于黑森、巴伐利亚和巴登-符腾堡三州交界处，“黑森埃克”一名意即“黑森角”。